# Шахтёрский (Чукотский автономный округ)
Шахтёрский — посёлок в Анадырском районе Чукотского автономного округа Российской Федерации. бывший посёлок городского типа.

## География
Расположен на берегу Анадырского залива Берингова моря. Упразднён в 2008 году. 
В поселке было 13 улиц: Гагарина, Геологов, Елкова, Комсомольская, Набережная, Нефтяников, Почтовая, Радиоцентр, Титова, Тундровая, Центральная, Чкалова и Школьная, кроме того, 1-й микрорайон.

## История
Статус посёлка городского типа — с 1960 года.
В 1960 году в посёлке похоронен известный эскимосский поэт Юрий Анко.
В 1998 году администрация Анадырского района решила ликвидировать посёлок Шахтёрский. В 2002 году были отключены отопление и электроэнергия, а в 2003 году были сожжены многие шахтерские дома. Жители переселены в Угольные Копи.

## Население
| 1970 | 1979  | 1989  | 2002 | 2010 | 2021 |
| ---- | ----- | ----- | ---- | ---- | ---- |
| 1992 | ↗2875 | ↗2968 | ↘328 | ↘0   | →0   |

## Экономика
Центральное предприятие Шахтёрского — Анадырский рыбозавод.